# Старичі
Ста́ричі — село в Новояворівській міській громаді, Яворівського району Львівської області.
Село розташоване в лісистій місцевості за 6 кілометрів на північ від знаменитого курорту, тепер санаторію Шкло. Саме тут проходить гористе пасмо Розточчя, яке розмежовує водні басейни Чорного та Балтійського морів.

## Походження назви
Назва села виникла від патронімічного давньослов'янського особового імені з коренем «стар-». Мабуть тут поселився рід якогось «Стар(…)ича». Можливо, що початки села сягають ще VII—VIII століттях. До такого висновку можна прийти на основі дослідження О. А. Купчинського про походження назв поселень із закінченнями на «-ичі». Точніше про це можуть сказати результати археологічного обстеження місцевості. Хоча до XX ст село мало назву Стариська, яка вживалася у всіх документах. На перший погляд виглядає, що ця назва означає «село, що виникло на місці старого села».
Але припускають, що коріння поселення йдуть у ще більшу глибину, до перших століть нашої ери. До такого припущення схиляє порівняння його назви з назвами більшості галицьких річок (Стариська — Стрий, Стрипа, Стир, Стара, Дністер, Бистриця, Верещиця та інші). В деяких з цих назв корінь «стр» проглядається чітко, в інших він видозмінений. В українській мові цей корінь означає «текуча вода» (струмінь, струмок). Але те саме значення він має і в польській (strumyk), і в німецькій (Strom, strim) мовах. Спільність звучання може виходити ще з тих часів, коли на території Галичини в перших століттях мешкали готи, які прибули з території теперішньої Мазурії (Польща). Цікаво, що на схід від річки Збруч назви річок з коренем «стр» не зустрічаються. Отже з цього мало би виходити, що Стариська перекладаються з 3—4 століття як «село біля річки» (як Стратин, Страдч, Стремільче, Стриганці). Та яке село в Галичині не знаходилося біля річки. Якщо до цього додати, що річки і взимку, і влітку були вигідними засобами сполучення з іншими поселеннями (бо ліси були дикі і малопрохідні), а також забезпечували мешканців поселень їжею (рибою), то в таке припущення хочеться вірити.

## Історія
Тому Старичі можуть бути одним з найдавніших поселень в цій околиці. Слово за археологією. В околицях села знайдені сліди поселення з ранньої залізної доби (І тисячоліття до н. е.). При земляних роботах трапляються уламки глиняних черепків, виготовлених вручну. Історики вважають, що на гончарному крузі посуд почали виробляти приблизно з початку нашої ери. Цікаво, що за Кам'яним полем на карті XIX століття був позначений ліс Бабина долина. Недалеко знаходився ліс Закля. На Бабиній долині мусив колись знаходитися ідол дохристиянського божества, якому поклонялися місцеві мешканці («баба»). А може тут було в давніші часи болото, в якому втопили ідола. В старослов'янській мові слово «заклепеніє» означало в'язницю, а «заклеп» — засув. Тому цілком ймовірно, що на місці лісу Закля колись міг знаходитися якийсь об'єкт, пов'язаний з цими поняттями.
Цілком можливо, що ХІ—ХІІ ст сюди проходила дорога з Волинського удільного князівства до Перемишльського князівства. Вона могла вести через село Княжий Міст (тепер Мостиського району). Цілком можливо, що в ті часи нею возили сіль з Прикарпаття на Волинь. До такої думки підштовхує запис у львівських судових книгах з 1466 року, в якому зазначено, що з Городка до Старич віз сіль якийсь Яків з Колпця і був пограбований державцями села Шкло. В Старичах купці в той час сплачували мито за проїзд.
14 листопада 1903 р. відкрили «Локальну залізницю Львів (Клепарів) — Яворів», яка проходила через Янів, Верещицю та Старичі. В Старичах було дві станції: Шкло-Старжиська та Старжиська-Двур.
В 1930 році село мало присілки Солтиси та Зеліски. Найдавнішим з них може бути перший. Солтисами називали вільних від панщини людей, які могли проживати в окремій частині села (часто вона називалася війтівство). Це могло бути в XVI століття і нижче буде подано точніше пояснення. Як буде зазначено нижче, є непрямі докази того, що село згадувалося в документах вже в часи правління короля Владислава Опольського. Тобто у 1370 роки (кметі Купчета мали від нього привілей на місцеві землі).
У грудні 1936 р. у селі відбувся страйк робітників деревообробного промислу. Тією акцією керувала профспілка. Спочатку страйкувало 130 осіб, але згодом до них приєднались селяни з навкоолишніх сіл, які займалися вирубкою й перевозкою лісу. Селяни зі Старич і Волі-Старицької не допустили штрейкбрехерів. Нічого не дали арешти активістів профспілки. Бачачи стійкість страйкуючих, 14 січня були задоволені вимоги робітників.
У Старичах діяло аж 3 осередки КПЗУ. У роки Другої Світової війни через старицькі ліси проходило партизанське з'єднання під командуванням М. І. Наумова.
Поблизу Старичів у 1963 році побудовано керамзитовий завод.
20 грудня 2018 року в селі були відкриті нові гуртожитки для військовослужбовців 184 навчального центру та Міжнародного центру миротворчості та безпеки.

## Відомі особи
- Микола Гошко — сотник УГА, військовий комендант міст Стрий та Станиславів (нині Івано-Франківськ) часів ЗУНР.
- Марія Барандій — українська поетеса.
- Марина Павленко — українська поетеса, письменниця, художниця, науковець, педагог.
- Перон Ігор (11.05.1995 – 5.05.2022) – військовик[2].
- Трубилко Руслан Миколайович (1997—2019) — військовослужбовець ЗСУ, учасник російсько-української війни[3].

В селі Старичі похований Костів Юрій Миронович (1989-2014) — молодший сержант Збройних сил України, учасник російсько-української війни, загинув 2014 під Зеленопіллям.